# Ghostbusters (videojuego de 1984)
Ghostbusters es un juego con licencia de Activision basado en la película del mismo nombre. Fue diseñado por David Crane y lanzado para varias plataformas de computadoras domésticas en 1984, y más tarde para consolas de videojuegos, incluyendo la Atari 2600, Master System y Nintendo Entertainment System. El objetivo principal era la versión de Commodore 64 y el programador de la versión inicial del juego fue Adam Bellin. Todas las versiones del juego se lanzaron en los EE. UU., excepto las versiones Amstrad CPC y ZX Spectrum que se lanzaron solo en Europa, y la versión MSX que se lanzó solo en Europa, Sudamérica y Japón.
En 1984, después de que se lanzara la película Ghostbusters, John Dolgen, vicepresidente de desarrollo comercial de Columbia Pictures, se acercó al presidente de Activision International, Gregory Fischbach, y le ofreció licenciar los derechos del juego a Activision sin reglas específicas ni solicitudes para el diseño o el contenido del juego, solo estipulando que debía terminarse lo más rápido posible para poder lanzarse mientras la película estuviera en su apogeo de popularidad. Activision se vio obligada a completar el trabajo de programación en solo seis semanas, en contraste con los varios meses que suele llevar el desarrollo de un juego. En ese momento, Activision tenía un concepto preliminar para un juego de conducción y laberinto que se llamaría «Car Wars», y decidió desarrollar el juego de Ghostbusters a partir de él. Tanto la película como el juego resultaron ser grandes éxitos y el juego vendió más de dos millones de copias en 1989.

## Jugabilidad
El jugador establece una franquicia de Cazafantasmas en una ciudad cuyos niveles de energía psicoquinética (PK) han comenzado a aumentar. Al comienzo del juego, el jugador recibe una cantidad fija de dinero y deberá usarlo para comprar un vehículo y equipo para detectar/atrapar fantasmas. Luego se moverá a través de una cuadrícula que representa la ciudad, con bloques rojos intermitentes que indicarán los sitios de actividad fantasmal.
Cuando el jugador se mueve a un bloque intermitente, el juego cambiará a una vista aérea de la calle y conducirá hasta el sitio, intentando aspirar fantasmas extraviados si el vehículo está equipado para hacerlo. Al llegar al sitio, el jugador deberá maniobrar dos Cazafantasmas para guiar a un fantasma Slimer a una posición para ser atraído a una trampa. Hacerlo con éxito otorgará dinero, pero cada falla hará que el nivel de energía PK salte e incapacite a uno de los tres personajes miembros del equipo del jugador.
El jugador deberá regresar a la sede de los Cazafantasmas en intervalos para vaciar las trampas y/o revivir a cualquier miembro del equipo incapacitado. A medida que avance el juego, el jugador también necesitará evitar que los fantasmas que deambulan libremente lleguen al templo de Zuul durante el mayor tiempo posible; cada uno que lo haga aumentará el nivel de energía de PK. Los fantasmas ocasionalmente se fusionarán para formar al Hombre de malvavisco Stay Puft, que intentará pisotear una manzana de la ciudad. Detener un ataque de este tipo otorgará una bonificación, pero cada vez que no se logre esto se descontará dinero.
Si el jugador no ha ganado más dinero que el total gastado en equipo cuando el nivel de energía de PK alcanza su máximo de 9999, el juego terminará inmediatamente. De lo contrario, el jugador deberá guiar al menos a dos Cazafantasmas más allá del Sr. Stay Puft para destruir el templo de Zuul. El juego terminará después, y el jugador obtendrá una recompensa si tiene éxito.
En algunas versiones, incluidas las de Apple IIe y Commodore 64, el jugador recibirá un número de cuenta al completar el juego. Ingresar este número en la pantalla inicial le permitirá al jugador comenzar una Nuevo partida+ con el saldo en efectivo del final del juego anterior, permitiéndole comprar equipo más caro.

## Desarrollo
Antes de Ghostbusters, David Crane fue uno de los cofundadores de Activision y se convirtió en una estrella de la compañía con juegos como Pitfall!. La película todavía estaba en producción cuando comenzó el desarrollo del juego. Tom Lopez, el vicepresidente de desarrollo de productos de Activision, adquirió la licencia para que Ghostbusters se adaptara a un juego. Lopez fue al grupo de diseño del juego diciendo que el juego tendría que hacerse en seis semanas, en lugar de los nueve meses habituales.
Crane había estado construyendo su propio juego titulado Car Wars que ya presentaba segmentos de asignación de recursos donde los jugadores podían comprar diferentes armamentos para sus autos en función del dinero que ganaban en los niveles. Columbia Pictures no tenía una sugerencia específica de lo que debería ser el juego, pero proporcionó el guion de la película y algunos guiones gráficos. Crane aplicó contenido de la película al juego, reemplazando armas, misiles y lanzacohetes con armas más apropiadas que usarían los Cazafantasmas.
A diferencia de los juegos anteriores de Crane, que fueron desarrollados predominantemente por él mismo, Ghostbusters fue creado por un equipo de diseño de juegos más grande, que incluyó el arte del juego realizado por Hilary Mills, los efectos de sonido y la música de Russell Lieblich, y una secuencia de introducción desarrollada por Garry Kitchen, Dan Kitchen y Alex Demeo de la división de la costa este de Activision. Crane explicaría más tarde que su filosofía al crear un juego en una propiedad con licencia sería trabajar en un juego que funcionara dentro de los términos de la licencia y evitar hacer un juego que tomara prestada la apariencia y el estilo del trabajo original, y por lo tanto aplicó esto para convertir Car Wars en Ghostbusters.
Las siguientes semanas tuvieron al equipo trabajando las 24 horas del día. Los gráficos del juego fueron desarrollados por la artista de personajes Hillary Mills después de que Crane sugiriera que necesitaba una variedad de imágenes, desde animales, insectos y tesoros, y tomó mucho tiempo obtener fantasmas que se parecieran adecuadamente a los fantasmas en un sistema de 8 bits. A mitad del desarrollo, Crane sintió que era importante agregar un diálogo digitalizado al juego y decidió agregar citas de la película junto con una multitud cantando «Ghostbusters!» para capturar el espíritu de la película. Crane no recuerda quién hizo la voz digitalizada en el juego de Ghostbusters, pero tenía vagos recuerdos de caminar por el pasillo desde su oficina y hacer que cinco o seis personas gritaran «Ghostbusters!». La música del juego fue desarrollada por Russell Lieblich, basada en el tema de «Los Cazafantasmas» de Ray Parker Jr., y está acompañada por la letra de la canción del juego. Crane le pasó la tarea de crear una pelota que rebota para cantar a coro a Garry Kitchen y sus diseñadores de juegos, que se agregó al juego en el último minuto. Crane también quería tener una pantalla de victoria diferente. Crane dijo: «Esperaba que los jugadores se sintieran decepcionados con él. Lamentablemente, reforzar realmente esa secuencia habría quitado memoria y tiempo a los artistas del juego principal». El juego inicialmente iba a tener más elementos. Por ejemplo, al capturar fantasmas habrían aparecido diferentes enemigos con diferentes soluciones para lidiar con ellos. El juego también habría tenido más accesorios para el vehículo.
Crane recordó que habría sido un mejor juego con más tiempo de desarrollo, pero que también no habría sido un éxito financiero. Crane pasó la mayor parte del tiempo asegurándose de que el juego tuviera un comienzo, un desarrollo y un final adecuados y, durante el desarrollo final, se centró predominantemente en corregir errores. Crane dijo que, como hace con todos sus juegos, «pasó cada hora que el cronograma le permitió ajustar el juego, y al final salió bien. Podría haber hecho mucho más, pero en el análisis final parece haber sido suficiente».[13]

### Ports
En 1985, el juego fue porteado a varios otros sistemas con poca participación de Crane. Él afirmó que «en el momento en que un juego es porteado a otras plataformas, el diseñador del juego original ya ha pasado a otro proyecto original. Esto es exactamente lo que pasó con Ghostbusters».[8] En 1985, se lanzaron versiones para Amstrad CPC, ZX Spectrum, MSX, Atari 2600 y computadoras Atari de 8 bits. En una revisión retrospectiva de Edge, la publicación afirmó que la mayoría de los ports tenían una «naturaleza irregular». Ciertos elementos del juego se pierden en puertos posteriores, mientras que otros agregan elementos. Estos incluyen la versión de Master System que agrega secuencias de tiroteo a pie y pierde algunas animaciones, mientras que la versión de Nintendo Entertainment System tuvo un final diferente y Edge la describió como «con gráficos tan primitivos que se vuelve difícil seguir gran parte de lo que está sucediendo».

## Recepción

### Critical response
En mayo de 1985, Antic calificó a Ghostbusters para Atari de 8 bits como divertido de jugar, describiéndolo como la primera adaptación que captura la sensación y el tema de la película en la que se basa. Ahoy! declaró que la versión de Commodore 64 «incorpora una sorprendente cantidad de elementos» de la película, con un audio incluso mejor que las «excelentes imágenes».
Con respecto a las reseñas retrospectivas, Edge en 2007 calificó a Ghostbusters como «desalentadoramente bueno», y señaló que, a pesar de las secuencias de acción esperadas de un título con licencia, el juego era una «simulación empresarial estratégica pulida y de ritmo inteligente». Retro Gamer habló del juego original y afirmó que seguía siendo «un título agradable (aunque envejecido) para jugar».
Reflexionando sobre el juego en 2006, Crane dijo: «El juego era bueno, pero no mi mejor trabajo hasta ahora». El actor de Ghostbusters, Ernie Hudson, dijo que sus hijos odiaban la versión del juego para Commodore 64, creyendo que «apestaba». El port de NES y su jugabilidad fueron recibidos negativamente.

### Ventas
Mat Allen de Retro Gamer describió a Ghostbusters como un éxito financiero masivo en Commodore 64.Ghostbusters encabezó las listas mensuales de ventas de software del Reino Unido durante tres meses a principios de 1985, de enero a marzo. Lanzado antes de la película en el Reino Unido, pasó a ser el cuarto videojuego doméstico más vendido del Reino Unido en 1985.
En 1985, este y The Print Shop fueron, según se informa, los dos programas de Commodore 64 más pirateados. En II Computing, Michael Ciraolo aplicó las listas de Billboard y la cuota de mercado de ciertas computadoras para recopilar la mayor cantidad de juegos de Apple II en octubre de 1985. Ghostbusters se ubicó en el octavo lugar. A fines de 1987, todavía era el juego de Commodore más vendido de Activision.
Las versiones del juego para Amstrad CPC y ZX Spectrum se incluyeron en la compilación de 1986 They Sold a Million 3, junto con Fighter Pilot, Rambo y Kung-Fu Master. El juego también se lanzó en The Story So Far Volume IV en diciembre de 1989. Desbancó a Decathlon de Daley Thompson de la cima de la lista de ventas del Reino Unido.
En 1988, Mastertronic relanzó las versiones para computadora Amstrad, Commodore, Spectrum y Atari de Ghostbusters en su sello Ricochet y se convirtió en su relanzamiento de bajo presupuesto más exitoso, vendiendo más de 450.000 copias

## Legado
Luego del lanzamiento de Ghostbusters, aparecieron varios juegos con licencia de cine y televisión para Commodore 64. Una reseña retrospectiva señaló que lanzamientos como Street Hawk, Knight Rider, Highlander y Miami Vice fueron descritos por Retro Gamer como «ganancias cínicas» que tenían poco que ver con sus respectivos programas. Crane comentó sobre esto diciendo que generalmente no hay interés en licenciar una película hasta que la película en sí genere algo de emoción real, y una vez que la película se estrena, su emoción solo puede durar un tiempo y todas estas tareas deben encajar en un cronograma comprimido, en el que la programación y el diseño de un juego sufren.